# HoneyWorks
HoneyWorks est un groupe de musique japonais composé des auteurs-compositeurs Gom et Shito, et de l'illustratrice Yamako. Le groupe a débuté avec des chansons Vocaloid sur NicoNico en 2010 et a sorti son premier album sous le label MusicRay'n en 2014. Depuis leur début, ils ont collaboré avec plusieurs chanteurs. En 2014, HoneyWorks s'est associé au chanteur CHiCO pour créer un groupe collaboratif CHiCO with HoneyWorks,.
Ils sont à l'origine du projet Kokuhaku Jikkō Iinkai : Ren'ai Series.

## Membres

### Principaux
- Gom (compositeur)[4]
- Shito (compositeur)[4]
- Yamako (illustratrice)[4]

### Partenaires
- Oji (guitare, depuis 2012)[4]
- Ziro (personnel, depuis 2014)[4]
- Keiki Uto/cake (宇都圭輝?)  (piano, depuis 2014)[4],[5]
- Atsuyu K! (batterie, depuis 2014)[4]
- Mogelatte (モゲラッタ?)  (Illustrateur et monteur vidéo, depuis 2014)[4]
- Nakanishi (中西?)  (guitare, depuis 2017)[5]
- Kyô (guitare)
- Leon Yuuki (裕木レオン?)  (batterie)[5]
- Keoru (compositeur)
- Hanon (chant)
- Kotoha (chant)
- Halyosy (chant)[5]

#### Anciens membres
- Rocoru (ろこる?) (illustrateur, 2013–2019)
- Mario Komiya (コミヤマリオ?) (compositeur et assistant commercial)

## Télévision
HoneyWorks a présenté des musiques d'intro et d'outro dans les animes suivants :

### Intro
- 2014 : « Sekai wa Koi ni Ochiteiru » dans Blue Spring Ride[3],[6]
- 2015 : « Ai No Scenario » dans Magic Kaito 1412[7] (épisodes 13 à 24)
- 2015 : « Pride Kakumei » dans Gintama[8],[9],[7]
- 2017 : « Des jumeaux » dans PriPri Chi-chan !!
- 2017 : "Kyou Mo Sakura Mau Akatsuki Ni" dans Gintama
- 2018 : « Nostalgic Rainfall » dans After the Rain[10],[11],[6],[12]
- 2019 : « Otome-domo Yo » dans O Maidens in Your Savage Season[13],[14]
- 2021 : « Minikui Ikimono » dans Otherside Picnic[15]
- 2021 : « Gamushara » dans Boruto : Naruto Next Generations[16] (à partir de l'épisode 206)
- 2022 : « Himitsu Koigokoro » dans Rent-A-Girlfriend[17]
- 2024 : « Kirakira » dans 365 Days to the wedding[18]

### Outro
- 2018 : "Hikari Shoumeiron" dans Gintama
- 2020 : « Kessen Spirit » dans Haikyū !! Au sommet
- 2021 : « Bōken no Vlog (Un Vlog du voyage) » dans Edens Zero[19] (épisodes #2 à 12)
- 2022 : « Bibitto Love » dans Science Fell in Love, So I Tried to Prove It
- 2024 : « Kawaikute Gomen » pour Alya Sometimes Hides Her Feelings in Russian[20]

De plus, l'anime Itsu Datte Bokura no Koi wa 10 senchi Datta (Notre amour a toujours été à 10 centimètres d'intervalle) présente l'histoire et les chansons du groupe. Le programme a été diffusé le 24 novembre 2017 sur 6 semaines,.

## Films
HoneyWorks a également présenté des musiques d'intro et d'outro dans les films suivants :
- "Tsunoru Kimochi" pour le directeur ~Koi Suru Watashi wa Héroïne desu ka ?~
- « Principal No Kimi E » pour le principal ~Koi Suru Watashi wa Héroïne desu ka ?~
- "Oni no Mori" pour Jukai Mura

Les chansons de HoneyWorks ont inspiré la création de deux films : Zutto Mae Kara Suki Deshita et Suki ni Naru Sono Shunkan o,,. Les deux films utilisent les chansons du groupe.

## Discographie

### Albums
| Titre | Détails                     | Classement le plus haut |
| Titre | Détails                     | JPN                     |
| --- | --------------------------- | ----------------------- |
| 初恋ノート (Hatsukoi Note) | - Sortie : 19 novembre 2011 | —                       |
| 六弦アストロジー (Six-String Astrology) | - Sortie : 27 avril 2013    | —                       |
| ずっと前から好きでした。 (I Have Always Liked You.) | - Sortie : 26 janvier 2014  | 4                       |
| 僕じゃダメですか？〜「告白実行委員会」キャラクターソング集〜 (Am I No Good? ~Confess Your Love Committee Character Song Collection~)                     | - Sortie : 26 novembre 2014 | 4                       |
| ボカコレ3 (VocaColle 3) | - Sortie : 25 Mai 2015      | —                       |
| 好きになるその瞬間を。 (The Moment You Fall in Love.) | - Sortie : 15 juillet 2015  | 4                       |
| 何度だって、好き。~告白実行委員会~ (No Matter How Many Times, I Like You. ~Confess Your Love Committee~)                                                 | - Sortie : 22 février 2017  | 4                       |
| 好きすぎてやばい。〜告白実行委員会キャラクターソング集〜 (I Like You So Much, It's Bad. ~Confess Your Love Committee Character Song Collection~)         | - Sortie : 15 janvier 2020  | 5                       |
| ねえ、好きっていいなよ。 〜告白実行委員会キャラクターソング集〜 (Hey, I Want to Say I Like You. ~Confess Your Love Committee Character Song Collection~) | - Sortie : 15 mars 2023     | 5                       |

### Chico with HoneyWorks

#### Albums
|   | Titre                                                  | Date de sortie    |
| - | ------------------------------------------------------ | ----------------- |
| 1 | 世界はiに満ちている (Sekai wa i ni Michiteiru)         | 18 novembre 2015  |
| 2 | 私を染めるiの歌 (Watashi wo Someru i no Uta)           | 28 février 2018   |
| 3 | 瞬く世界に je を揺らせ (Matataku Sekai ni i wo Yurase) | 16 septembre 2020 |

#### Single
|    | Single                                                                   | Liste de musique | Date de sortie    |
| -- | ------------------------------------------------------------------------ | --- | ----------------- |
| 1  | 世界は恋に落ちている (The World is Falling in Love)                      | 4 musiques 1. 世界は恋に落ちている (The World is Falling in Love) 2. color 3. 世界は恋に落ちている -instrumental- 4. color -instrumental- | 6 août 2014       |
| 2  | アイのシナリオ (Ai No Scenario)                                          | 4 musiques 1. アイのシナリオ (Ai No Scenario) 2. ユキドケ 3. アイのシナリオ (Ai No Scenario) -instrumental- 4. ユキドケ -instrumental- | 4 février 2015    |
| 3  | プライド革命 (Pride Revolution)                                          | 4 musiques 1. プライド革命 (Pride Revolution) 2. ヒストリア (Historia) 3. プライド革命 (Pride Revolution) -instrumental- 4. ヒストリア (Historia) -instrumental-                                                                                      | 5 août 2015       |
| 4  | 恋色に咲け (Koiiro no Sake)                                              | 4 musiques 1. 恋色に咲け (Koiiro no Sake) 2. これ青春アンダースタンド feat.sana 3. 恋色に咲け (Koiiro no Sake) -instrumental- 4. これ青春アンダースタンド feat.sana -instrumental-                                                                    | 13 avril 2016     |
| 5  | カヌレとウルフ (Canele and Wolf)                                         | 4 musiques 1. カヌレ (Canele) 2. ウルフ (Wolf) 3. カヌレ (Canele)-instrumental- 4. ウルフ (Wolf) -instrumental- | 14 septembre 2016 |
| 6  | 今日もサクラ舞う暁に (Kyou mo Sakura Mau Akatsuki Ni)                    | 4 musiques 1. 今日もサクラ舞う暁に (Kyou mo Sakura Mau Akatsuki Ni) 2. ロデオ (Rodeo) feat.sana 3. 今日もサクラ舞う暁に (Kyou mo Sakura Mau Akatsuki Ni) -instrumental- 4. ロデオ (Rodeo) feat.sana -instrumental-                                    | 26 avril 2017     |
| 7  | ツインズ (Twins)                                                         | 4 musiques 1. ツインズ (Twins) 2. ラブホイッスル (Love Whistle) 3. ツインズ (Twins) -instrumental- 4. ラブホイッスル (Love Whistle) -instrumental- | 9 août 2017       |
| 8  | ノスタルジックレインフォール (Nostalgic Rainfall)                        | 4 musiques 1. ノスタルジックレインフォール (Nostalgic Rainfall) 2. ラズベリー＊モンスター (Raspberry＊Monster) 3. ツノスタルジックレインフォール (Nostalgic Rainfall) -instrumental- 4. ラズベリー＊モンスター (Raspberry＊Monster) -instrumental-    | 24 janvier 2018   |
| 9  | ヒカリ証明論 (Hikari Shoumeiron)                                         | 4 musiques 1. ヒカリ証明論 (Hikari Shoumeiron) 2. サイダ (Cider) 3. ヒカリ証明論 (Hikari Shoumeiron) -instrumental- 4. サイダ (Cider) -instrumental-                                                                                                  | 8 août 2018       |
| 10 | ミスター・ダーリン / ギミギミコール (Mister・Darling / Gimme Gimme Call) | 4 musiques 1. ミスター・ダーリン (Mister・Darling) 2. ギミギミコール (Gimme Gimme Call) 3. ミスター・ダーリン (Mister・Darling) -instrumental- (feat. Shoko Nakagawa ver.) 4. ギミギミコール (Gimme Gimme Call) -instrumental- (feat. Sky Piece ver.) | 7 novembre 2018   |
| 11 | 乙女どもよ。 (Otome-domo yo.)                                            | 4 musiques 1. 乙女どもよ。 (Otome-domo yo.) 2. 恋人ツナギ (Koibito Tsunagi) 3. 乙女どもよ。 (Otome-domo yo.) -instrumental- 4. 恋人ツナギ (Koibito Tsunagi) -instrumental-                                                                            | 7 août 2019       |
| 12 | 決戦スピリット (Kessen Spirit)                                           | 4 musiques 1. 決戦スピリット (Kessen Spirit) 2. BGM 3. 決戦スピリット (Kessen Spirit) -TV size- 4. BGM -instrumental- | 26 février 2020   |